# 白茅舗駅
白茅鋪駅（はくぼうほえき）は中華人民共和国湖南省長沙市開福区にある5号線の駅である。

## 駅構造
- 1号線：島式ホーム1面

## 駅周辺
- 福元路
- 国防科技大学3号院（長沙工程兵学院）
- 洪山廟
- 山鷹潭